# Золотий цвях
«Золотий цвях» (рос. Золотой гвоздь) — радянський ляльковий фільм 1986 року Творчого об'єднання художньої мультиплікації студії Київнаукфільм, режисер — Анатолій Кирик.

## Сюжет
За мотивами однойменної казки Євгена Пермяка. Поневірявся Тишка, бідний молодик, у якого не було батьків, світом, у пошуках того, що принесло б йому щастя. Догодив він до коваля, який навчив його свого ремесла, спочатку пообіцявши йому, що справжнє щастя знаходиться в золотому цвяху, який потрібно самому і створити. Заразом його навчили й інші майстри своїм ремеслам, що і зробило в результаті Тихона щасливим.

## Над фільмом працювали
- Автор сценарію: Володимир Капустян;
- Кінорежисер: Анатолій Кирик;
- Художник-постановник: Оксана Карпус;
- Композитор: Яків Лапинський;
- Кінооператор: С. Бодак;
- Звукооператор: В'ячеслав Ященко;
- Мультиплікатори: Жан Таран, Елеонора Лисицька, Анатолій Трифонов, Г. Свєчніков, Костянтин Баранов;
- Ляльки та декорації виготовили: Яків Горбаченко, Вадим Гахун, О. Кульчицький, Анатолій Радченко, В. Яковенко;
- Асистенти: Н. Дорошенко, Олександр Ніколаєнко, С. Гриньова;
- Монтаж: С. Васильєва;
- Редактор: Наталя Гузєєва;
- Директор знімальної групи: Н. Литвиненко.

### Текст читав:
- Юрій Крітенко.